# Poljski škrjanec
Poljski škrjanec (znanstveno ime Alauda arvensis) je ptič pevec iz družine škrjancev, ki gnezdi v odprti kulturni krajini v večjem delu Evrope in Azije ter goratih predelih Severne Afrike.
V dolžino meri od 16 do 18 cm. Njegovo perje je sivkasto-rjavo progasto po vrhu telesa in prsih, trebuh pa je bel. Samci včasih (predvsem na tleh in med petjem) vzdignejo top greben na glavi, ki pa je manj očiten kot pri čopastem škrjancu. Med letom je opazen belkast zadnji rob peruti. Poznan je predvsem po petju, ki je dalo navdih mnogim umetniškim delom, pri čemer ima vlogo tudi dejstvo, da se poljski škrjanec pogosto zadržuje v kulturni krajini, v bližini človekovih bivališč. Samec občasno (predvsem ob zori) poje na dvignjenem mestu, pogosteje pa izvaja poseben »pevski manever«, kjer se med žvrgolenjem vzpenja v višave, kratek čas obstane v višini 50 do 100 (redkeje tudi do 150 m), nato pa se prične počasi spuščati in konča v tišini s hitrim spustom do tal. Poje od konca zime do srede poletja, od zore do večera. Njegov klic je zelo raznolik, s hitrim žvižganjem, žgolenjem, cvrkutanjem in drugimi zvoki. Občasno vpleta v pesem imitacijo zvokov drugih ptic, npr. kmečke lastovke, postovke, pikastega martinca ipd.
Poljski škrjanec je vsejed; prehranjuje se večinoma s semeni, prehrano pa dopolnjuje z žuželkami. Izvorno gnezdi v stepah, od koder se je razširil na ekstenzivno obdelovane travniške površine, zamočvirjene travnike in njivah z ozarami. Gnezdi po navadi od aprila do junija; gnezdo splete na tleh, kjer ga je zaradi varovalne barve težko odkriti. Junija se iz treh do štirih jajc izvalijo mladiči, ki ostanejo v gnezdu osem do deset dni; tudi po tem obdobju starša še skrbita zanje. Če so pogoji ugodni, imata lahko pozno poleti še eno leglo. Izven gnezditvenega obdobja se osebki združujejo v manjše jate. Gnezditveno območje zapustijo, če pade temperatura pod ničlo in se takoj, ko se otopli, tja tudi vrnejo. Zato lahko imajo težave, če pride do naknadnih zmrzali.
V Sloveniji je pogost, v nižinah se zadržuje vse leto. Na Slovenskem gnezdi po ocenah med 8000 in 12.000 parov, od tega jih prezimi od 500 do 1500, ostali se umaknejo južneje. Pozimi se zadržujejo predvsem v zahodni Sloveniji, v notranjosti so prisotni le naključno, odvisno od vremenskih razmer. Tudi drugod po svetu se pozimi umaknejo v bližino obal. Razširjeni so po vsem zmernem delu Evrope in Azije ter severni Afriki, občasno pa primerke iz Azije opazijo tudi na Aljaski. Vnešeni so bili še na Havaje in zahodni del Severne Amerike.